# Klöppermühle
Klöppermühle ist eine Wüstung auf dem Gemeindegebiet des Marktes Küps im Landkreis Kronach (Oberfranken, Bayern).

## Geographie
Die Einöde lag auf einer Höhe von 303 m ü. NHN an einem Seitenarm des Krebsbachs, der westlich des Ortes drei Weiher speiste. Im Süden grenzte das Dorf Johannisthal an.

## Geschichte
Gegen Ende des 18. Jahrhunderts gehörte Klöppermühle zur Realgemeinde Köhlersloh. Das Hochgericht übte das Rittergut Schmölz-Theisenort im begrenzten Umfang aus, es hatte ggf. an das bambergische Centamt Kronach auszuliefern. Das Rittergut Schmölz-Theisenort war zugleich Grundherr der Mahlmühle.
Mit dem Gemeindeedikt wurde Klöppermühle dem 1808 gebildeten Steuerdistrikt Theisenort und der 1818 gebildeten Ruralgemeinde Johannisthal zugewiesen. 1818 bestand der Ort aus drei Anwesen. 1867 wurde der Ort in einem Ortsverzeichnis letztmals aufgelistet. Es gab zu dieser Zeit 4 Gebäude mit 8 Einwohnern. Auf einer topographischen Karte von 1968 wurde der Ort letztmals verzeichnet. Heute befindet sich an seiner Stelle ein Anwesen der Kanzleistraße.

## Religion
Klöppermühle war evangelisch-lutherisch geprägt und ursprünglich nach St. Laurentius (Schmölz) gepfarrt. Im 19. Jahrhundert war der Ort nach St. Jakob (Küps) gepfarrt.